# Zásobník nábojů

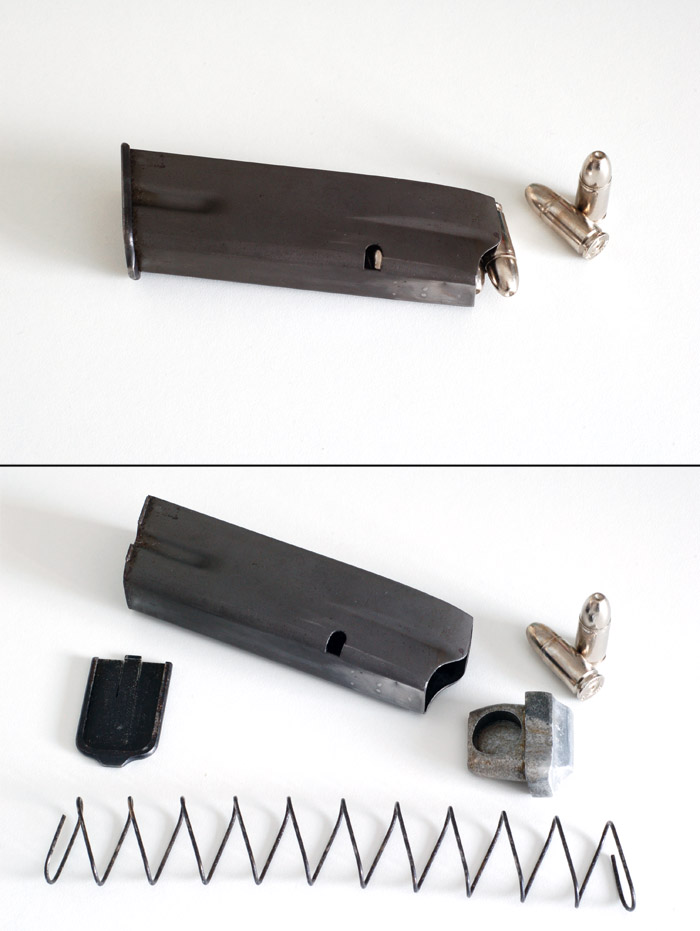
Schránkový zásobník pro pistoli ráže 9mm

Zásobník nábojů a nábojová schránka jsou zařízení, v nichž jsou u některých palných zbraní skladovány náboje. Obecně se používají i do jiných střelných zbraní jako jsou například vzduchové zbraně, nebo i samostříly. Používají se obvykle u zbraní opakovacích, u kterých je podávání náboje prováděno ručním ovládáním závěru zbraně, nebo u zbraní automatických, u kterých je pro podání náboje nejčastěji použita část energie předešlého výstřelu.

## Zásobník vs. nábojová schránka
Zásobník je výměnný a tedy oddělitelný od zbraně. Zařízení plnící stejnou funkci, které je pevnou součástí zbraně se podle české odborné terminologie nazývá nábojová schránka.
V některých jiných jazycích neexistují dva různé pojmy. Zásobník se rozlišuje na odnímatelný a pevný. V důsledku tohoto rozdílu je v mnoha českých překladech a dokonce i původních textech používán pojem zásobník namísto pojmu nábojová schránka.

## Základní provedení zásobníků a nábojových schránek

### Trubicové
Ve smyslu české odborné terminologie se obvykle jedná o nábojovou schránku. Jde o trubici uloženou rovnoběžně s osou zbraně. Obvyklé je umístění pod hlavní, používané zejména u nejstarších typů opakovacích pušek. Jde o obvyklé provedení u většiny opakovacích a samonabíjecích brokovnic. Existují i další provedení, u kterých trubicová nábojová komora prochází například pažbou zbraně.
Střelivo tvoří obvykle významnou část váhy zbraně. Důsledkem této konstrukce je změna těžiště zbraně během střelby. Podstatnou nevýhodou trubicového zásobníku je nemožnost doplnění více nábojů naráz, náboje se tak musí doplňovat jednotlivě a to značně prodlužuje dobu nabití zbraně.
Tuto konstrukci lze použít pouze pro střelivo kde nevzniká riziko nechtěného odpálení náboje v důsledku dotyku přední části náboje a dna druhého náboje.

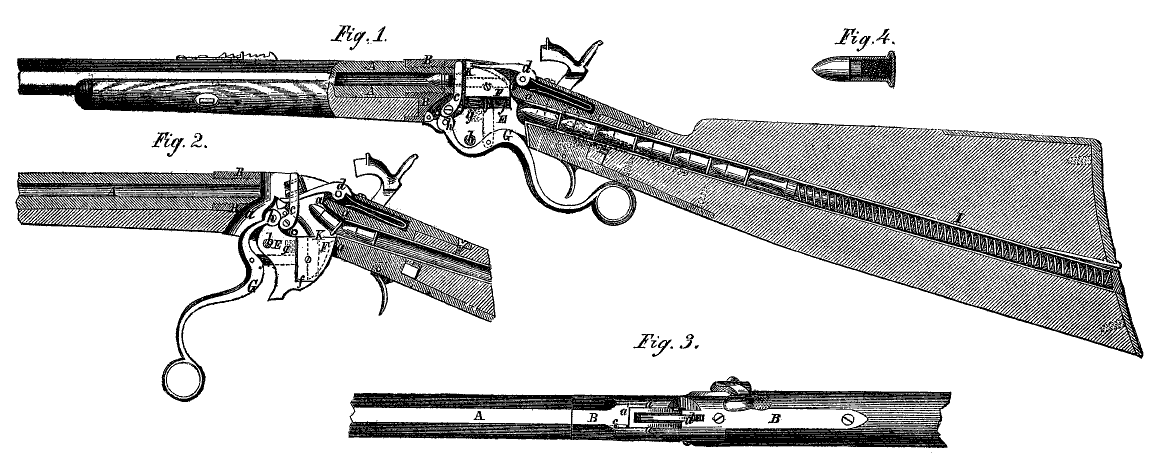
Řez puškou s trubicovou nábojovou schránkou v pažbě.
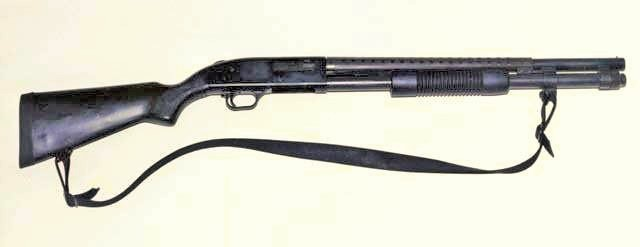
Opakovací brokovnice Mossberg 590 s trubicovou nábojovou schránkou pod hlavní.

### Schránkové
Jde o nejrozšířenějším typ zásobníku. Nejčastější provedení, v podobě rovnoběžnostěnu, existují různé variace. Např. mohou být jednořadové, dvouřadové a víceřadové uložení nábojů. Jednořadové uložení nábojů (malá kapacita) se vyskytuje pouze u části pistolí a velká část civilních i vojenských pistolí má v současnosti dvouřadové uložení nábojů, stejně tak samopaly a útočné pušky (zvýšená kapacita). Pistolové zásobníky mívají až na speciální vojenské varianty jednořadé vyústění, naopak samopalové a puškové zásobníky jsou většinou s dvouřadým vyústěním, kdy náboje jsou podávány střídavě z levé a pravé strany vyústění. Důvodem dvouřadého vyústění bývá větší spolehlivost podávání nábojů při vysoké kadenci zbraně. Další výhodou zásobníků s dvouřadým vyústěním je snadnější ruční doplňování střeliva do zásobníku, které vyžaduje méně síly.

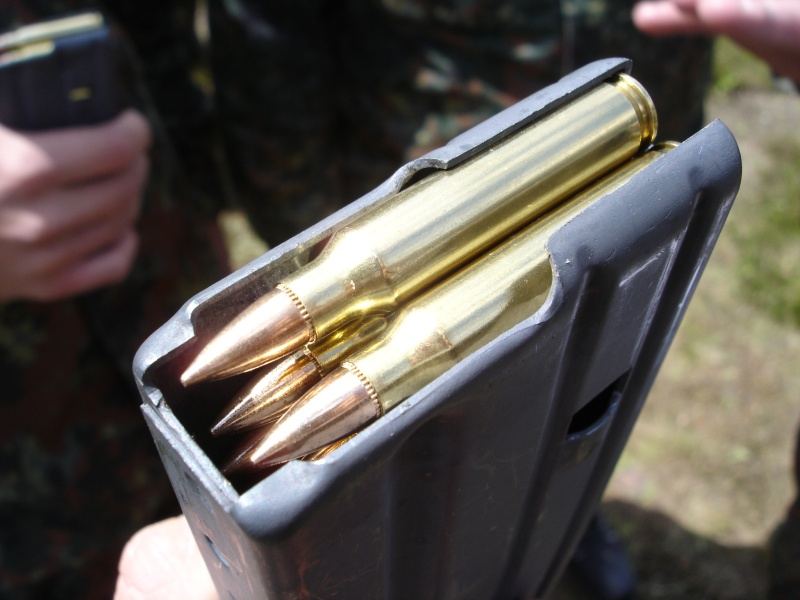
Schránkový zásobník do pušky M16, dvouřadé vyústění
Řez dvouřadým zásobníkem s jednořadým vyústěním.
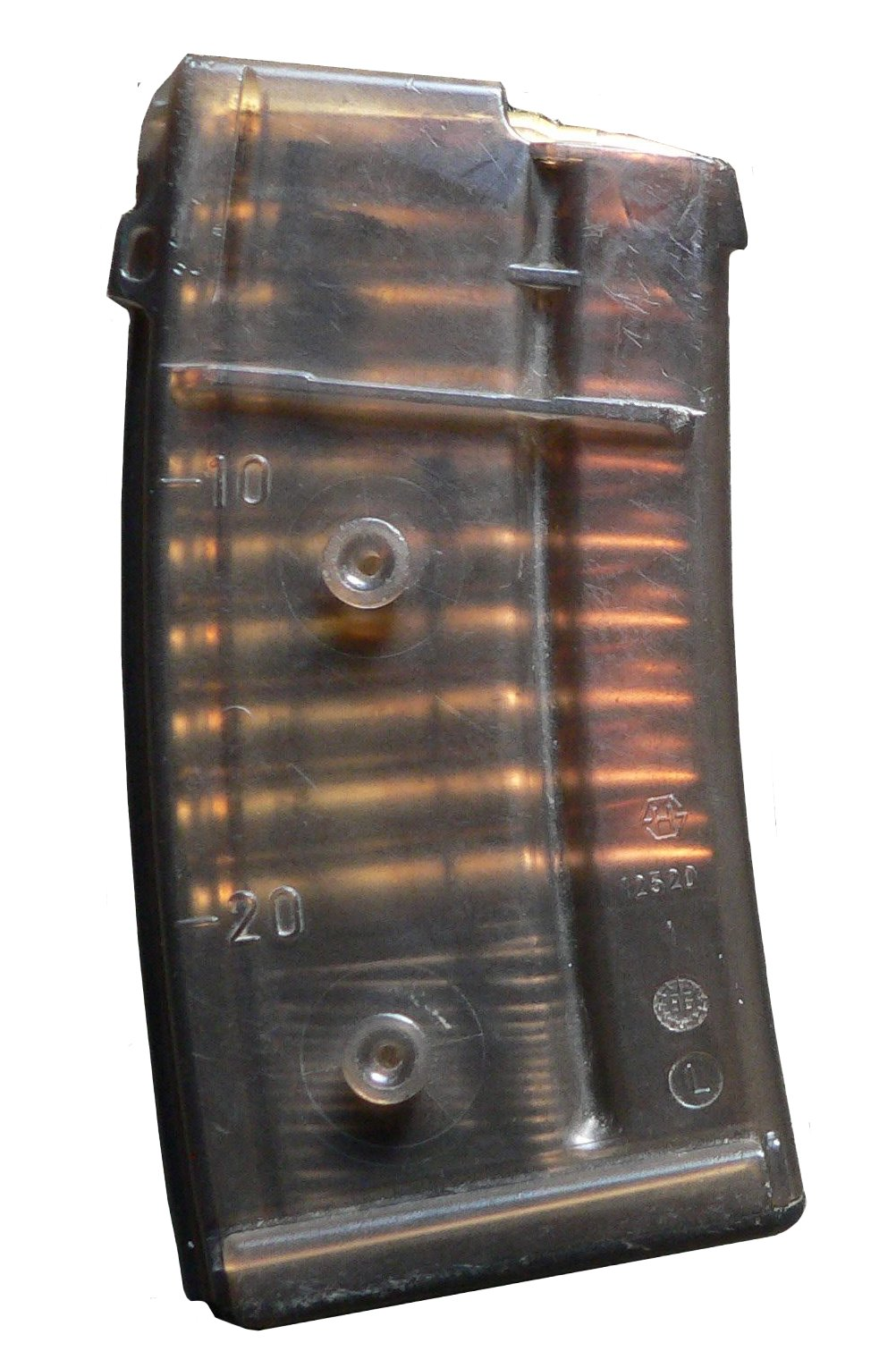
Moderní plastový poloprůhledný zásobník, do útočných pušek Stgw 90

#### P90
Pro zbraň FN P90 byla vyvinuta unikátní varianta schránkového zásobníku. Zásobník je patentován. Má velkou kapacitu a jeho tvar umožňuje spojení s tělem zbraně. Má dvě části. V první z nich jsou náboje umístěny kolmo ke zbrani. V druhé části dochází k otáčení náboje tak že náboj se dostane do osy hlavně. 

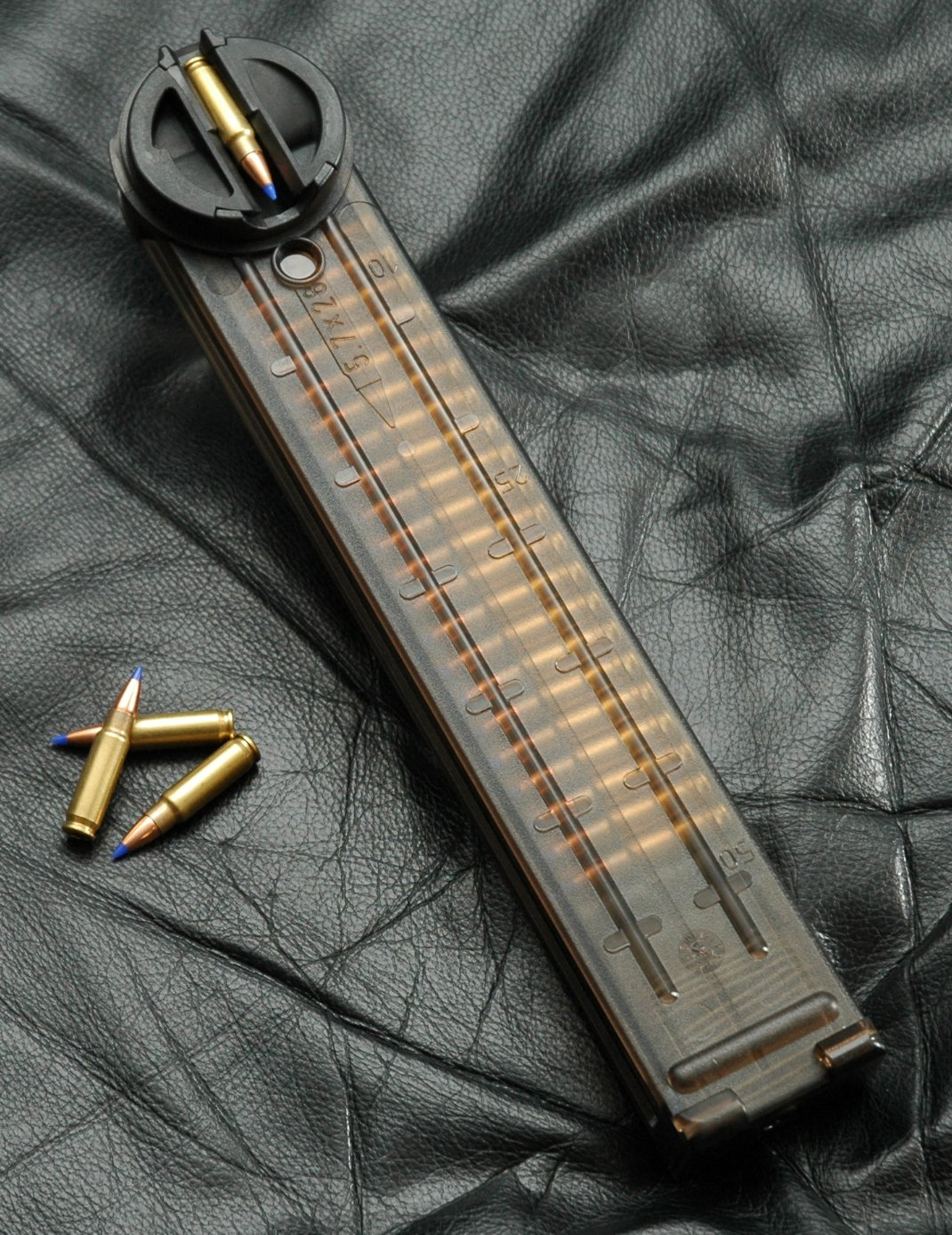
Plný zásobník P90
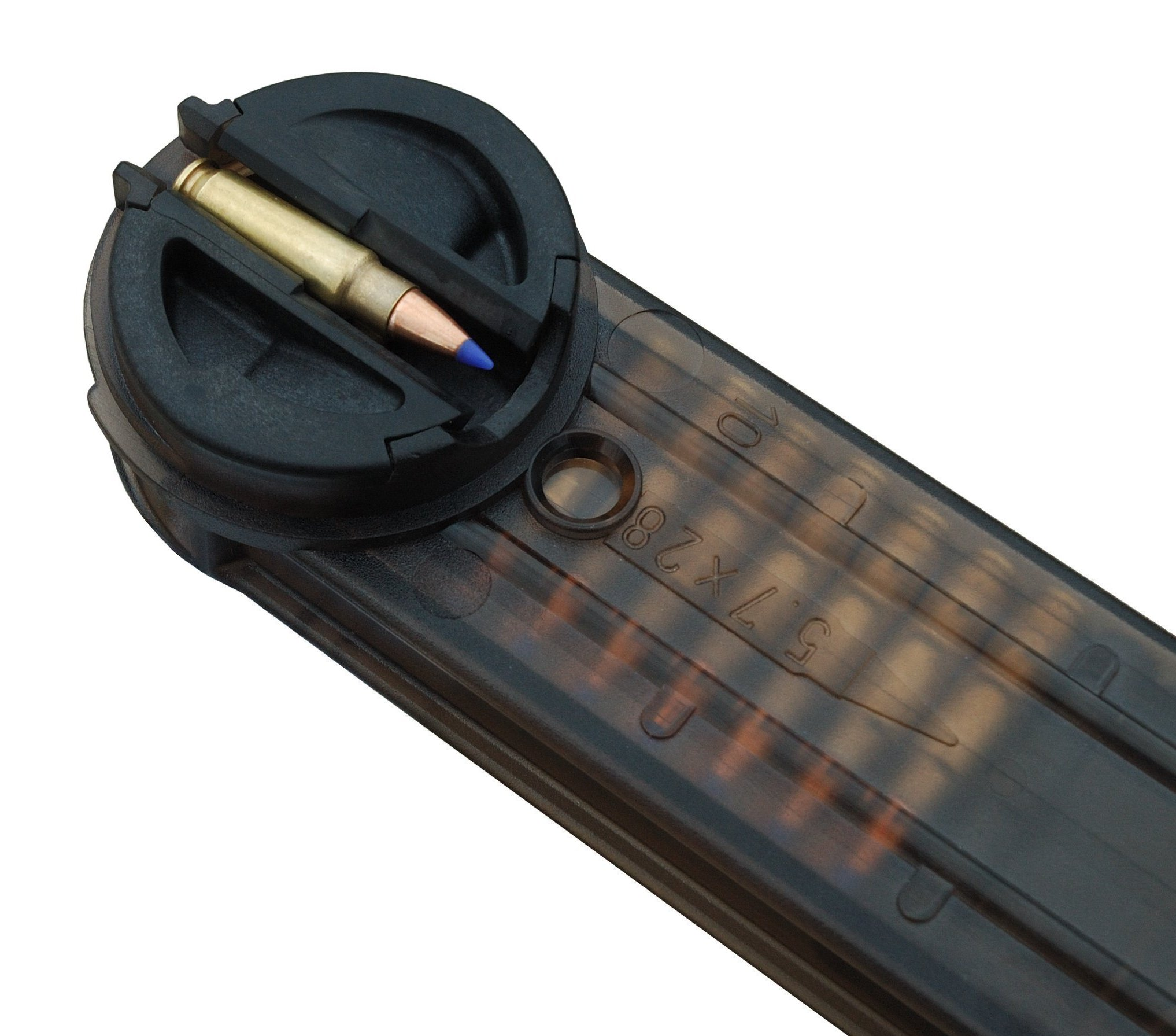
Detail částečně naplněného zásobníku
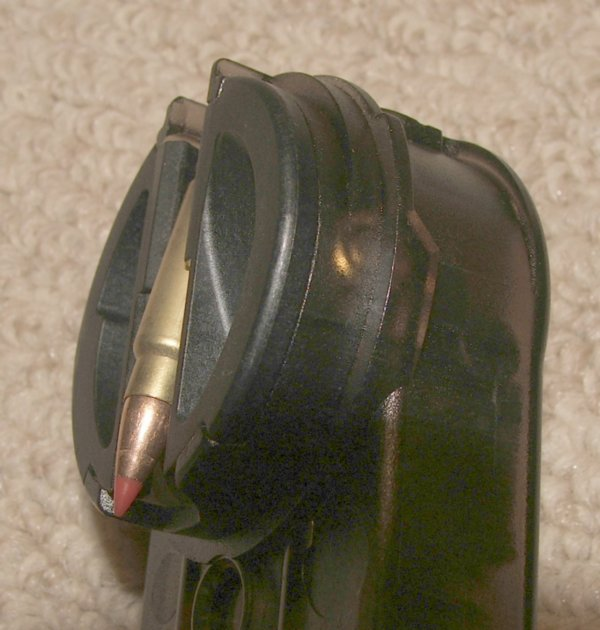
Výstup náboje ze zásobníku

### Revolverové
Někdy též rotační. Jde o otočný válec, uložený rovnoběžně s osou hlavně, v němž jsou náboje uloženy rovnoběžně s jeho osou. Podávání nábojů je prováděno otáčením válce okolo jeho osy a součástí jeho konstrukce není vnitřní pružina. Toto provedení se liší od všech ostatních tím, že tělo válce plní zároveň funkci nábojové komory. Tím vzniká požadavek na pevnost provedení válce což souvisí s jeho hmotností a omezuje kapacitu. Revolverové válce lze přiřadit k nábojovým schránkám.[zdroj⁠?!]
Pro otáčení válce bývá u většiny konstrukcí nutná určitá vůle, která vede ke ztrátě části energie při výstřelu.

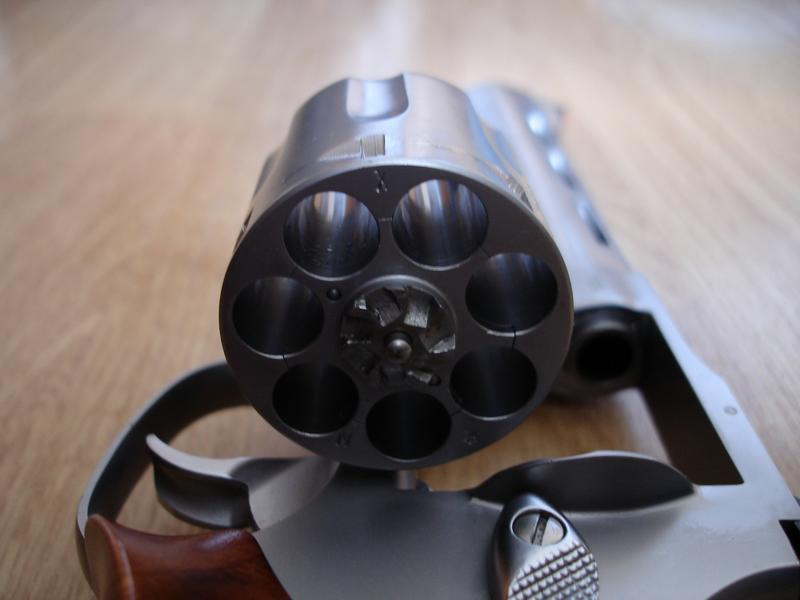
Válec revolveru Taurus 627
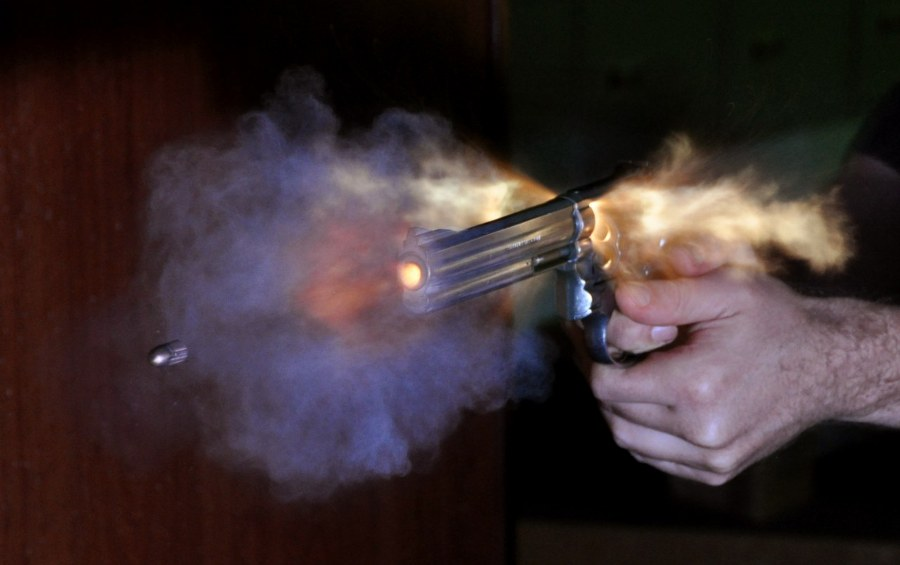
Výstřel z revolveru Smith & Wesson 686 .38 Special
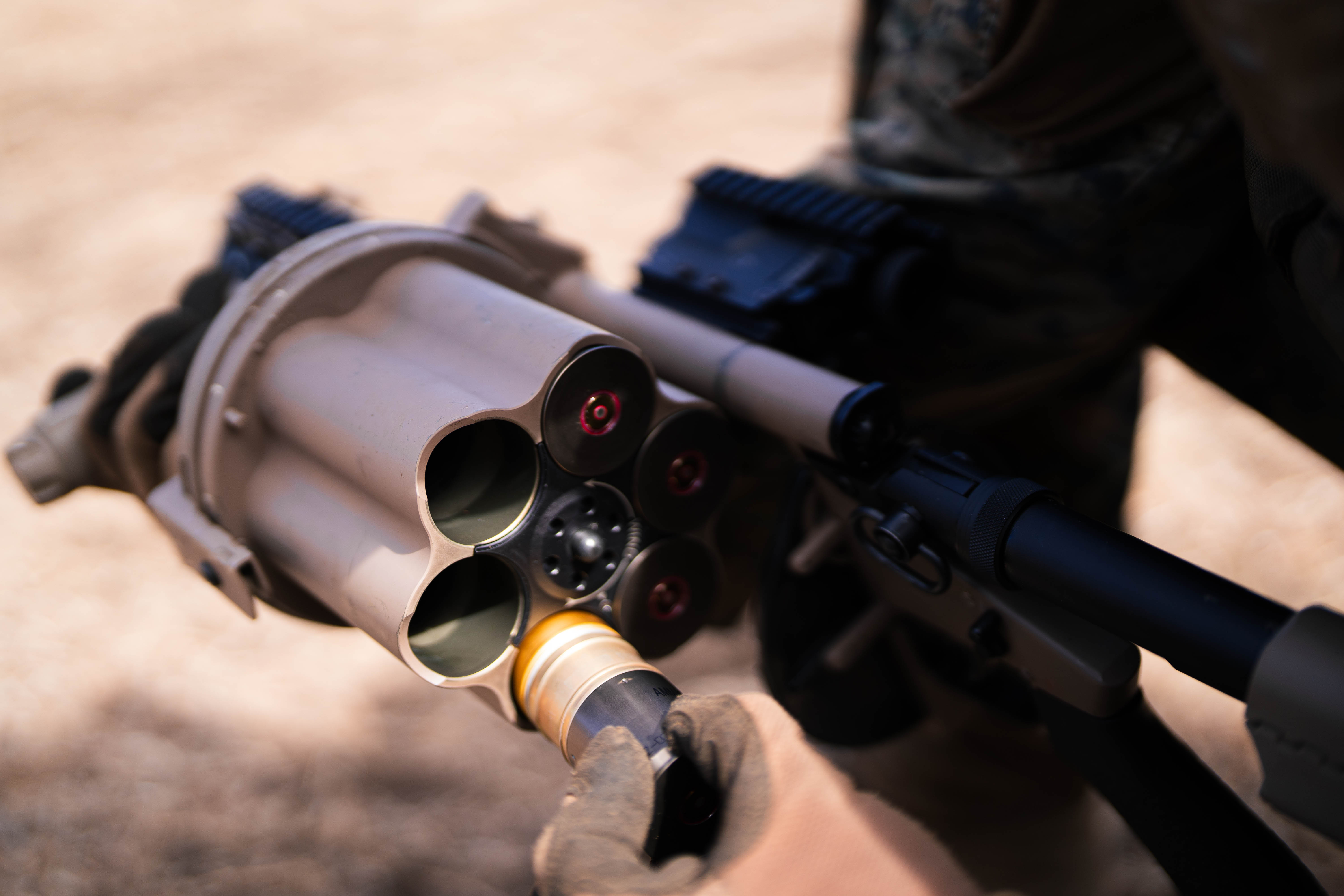
Nabíjení revolverového granátometu M32

### Bubnové
Ve tvaru nízkého válce s osou ve směru hlavně. Na rozdíl od revolverového je nepohyblivý a posun nábojů je zajištěn pružinou. Může mít velkou kapacitu. Náboje jsou odebírány za pomoci pohybu podavače závěru. Byl v minulosti používán u některých samopalů, například Špagin nebo Suomi. I v současnosti jsou pro některé zbraně vyráběny velkokapacitní zásobníky, kromě bubnových například tzv. „motýlí“ dvojbubny pro zbraně typu AR-15. Tento typ zásobníků má také jednořadé vyústění.

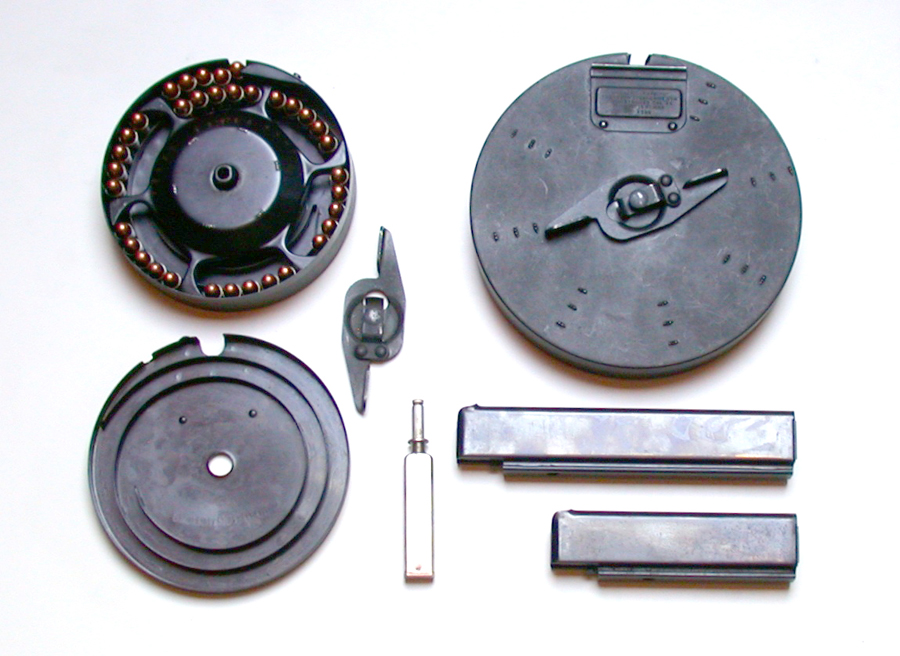
Bubnový zásobních pro samopal Thompson s kapacitou 100 nábojů.
Schéma dvoububnového zásobníku.
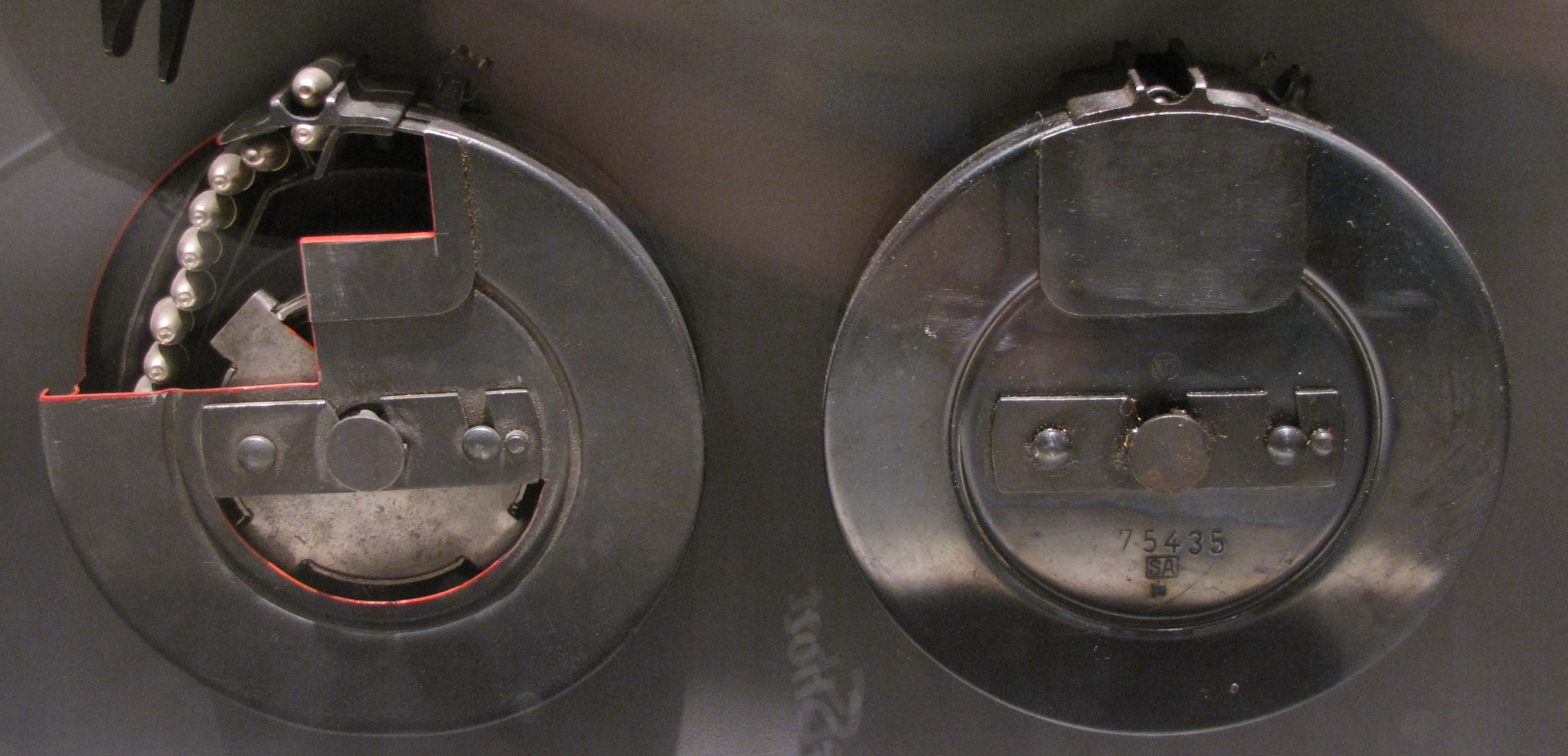
Bubnový zásobník do samopalu Suomi m/1931

### Spirálové
Konstrukčně jde o kombinaci bubnového a trubkového zásobníku. Jakoby by byl bubnový zásobník roztažený ve směru osy válce. Tím je tvar změněn na delší úzký válec. Zásobník nemění tolik obrys a rozměry zbraně a je zachována velká kapacita. Použit například u zbraní Calico M950 a M960.

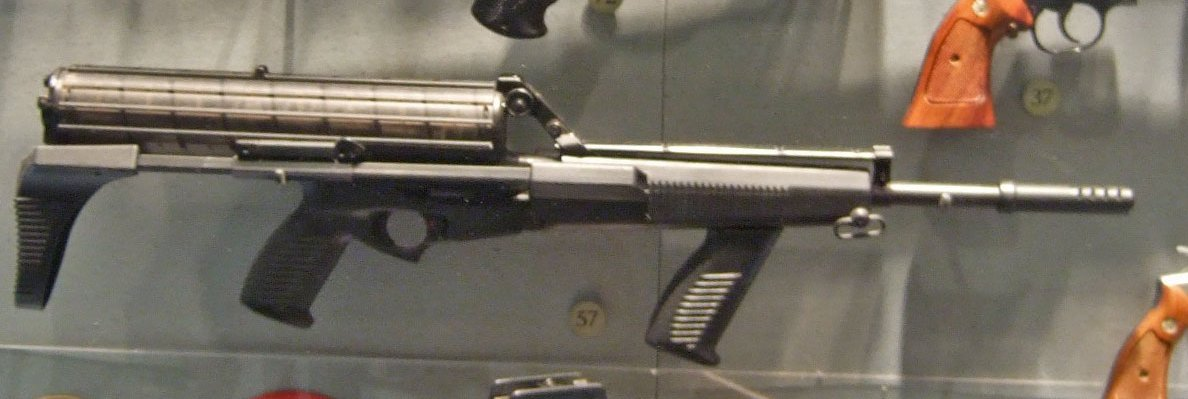
Calico M960

### Cívkové
Existuje jako zásobník i nábojová schránka. Náboje jsou uloženy do válcového prostoru s osou ve směru hlavně. Posun nábojů je zajištěn pružinou o otočným podavačem. Nábojová schránka tohoto typu byla použita například na kulovnicích systém Mannlicher-Schönnauer. Jedna z konstrukcí, kde jsou použity cívkové zásobníky, jsou kulovnice Steyr-Mannlicher.

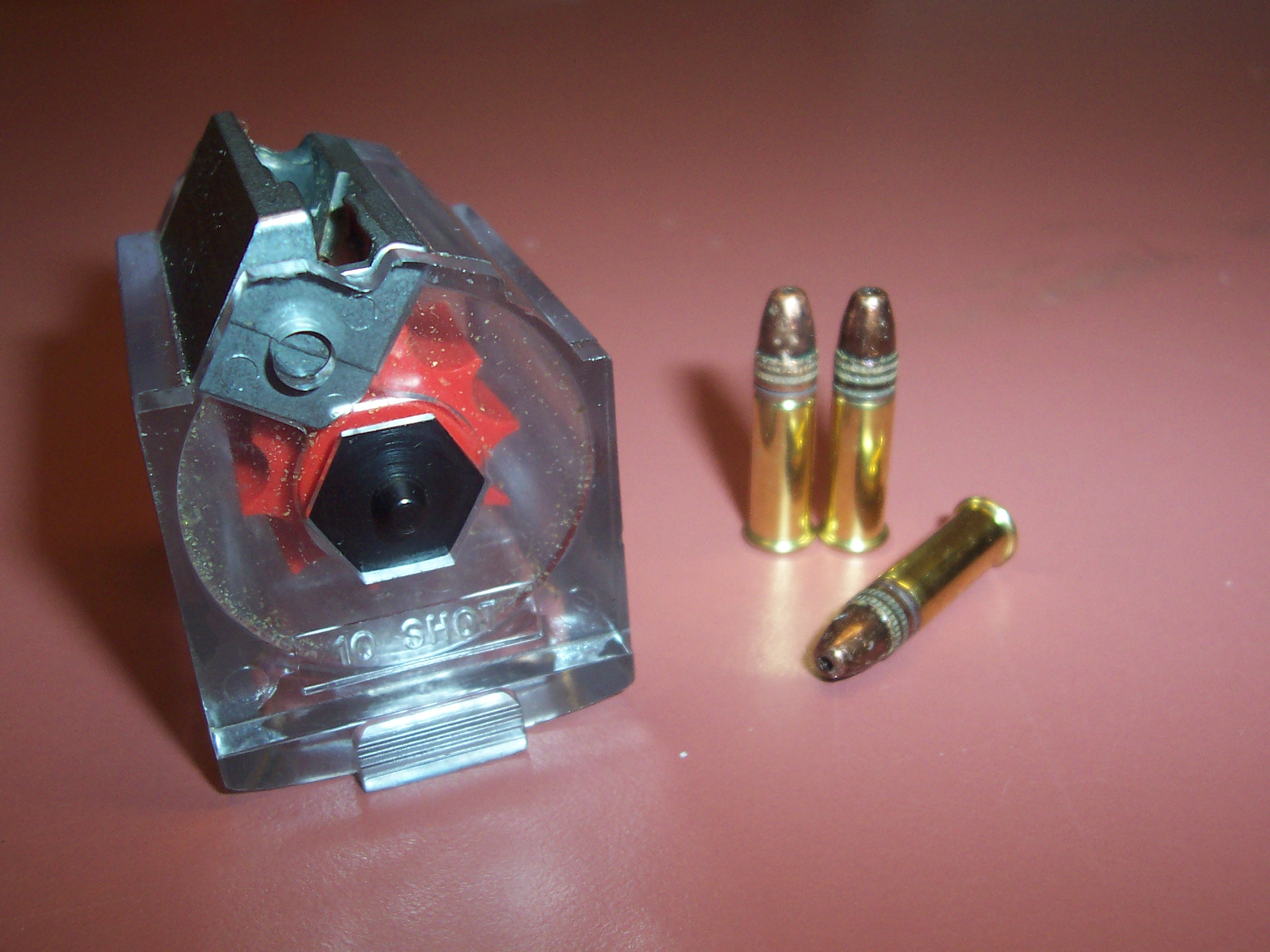
Příklad cívkového zásobníku

### Diskové
Náboje jsou uspořádány do kruhu v plochém disku obvykle špičkou do středu. Příkladem může být například kulomet Vickers-Berthier. Tento typ zásobníků má také jednořadé vyústění.

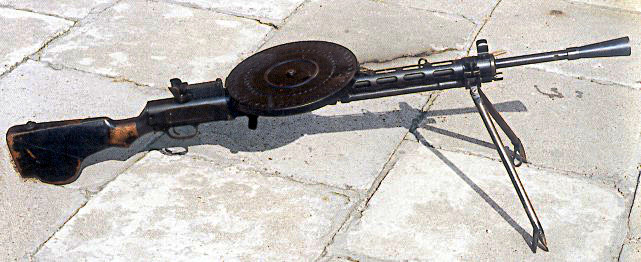
Kulomet DP MON s talířovým zásobníkem
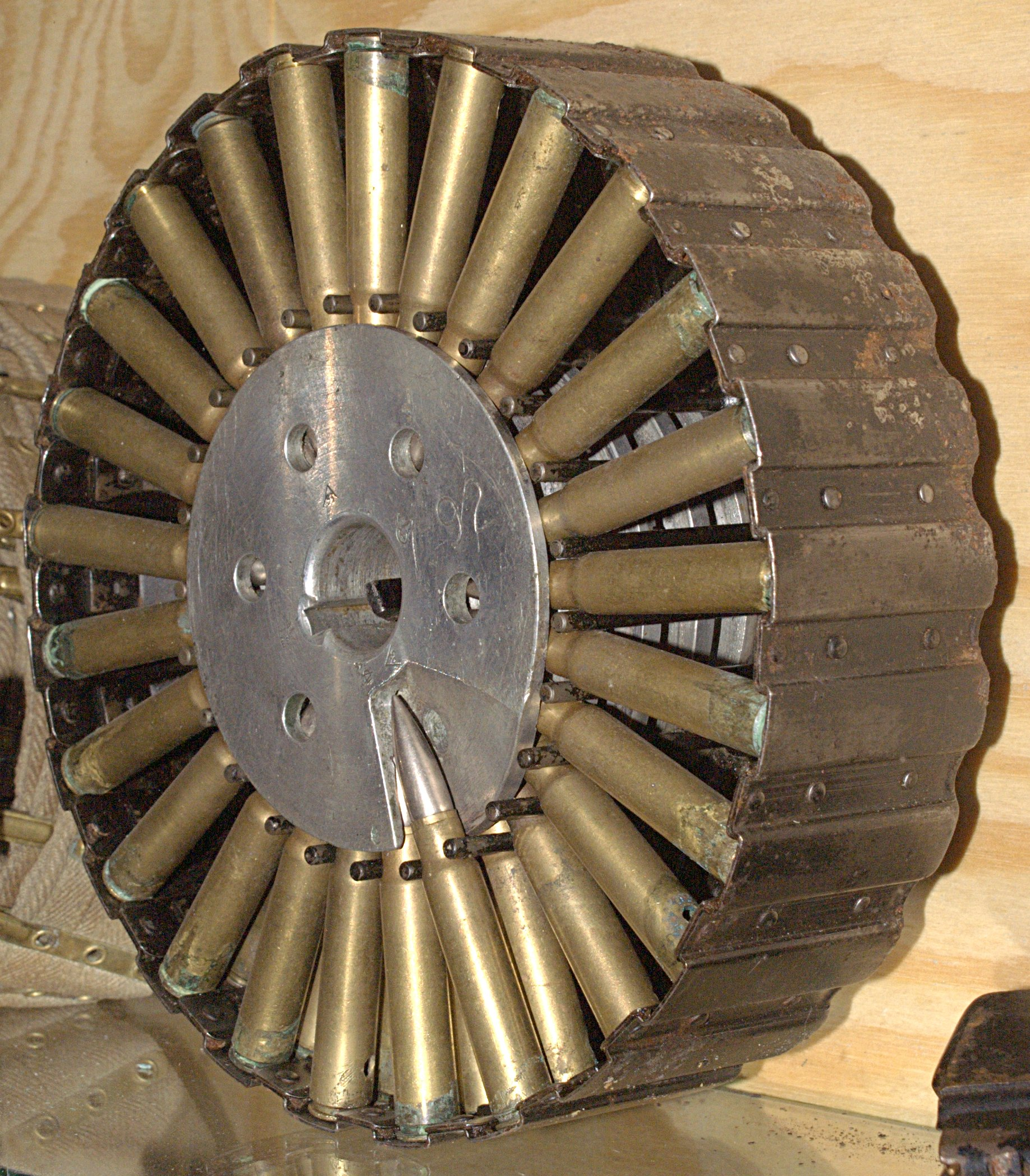
Diskový zásobník kulometu Lewis s náboji ráže 7,92 mm

### Nábojové rámečky
Nábojové rámečky (anglicky: en bloc clip) je zařízení podobné zásobníkům. Není ale schránkou ve které jsou náboje uloženy celé. Nábojový pásek jen drží daný počet nábojů pohromadě a usnadňuje nabití zbraně. Vkládá se do zbraně celý s náboji a vyjímá se (nebo je ze zbraně vyhozen) po vystřílení posledního náboje (nebo při přebíjení).

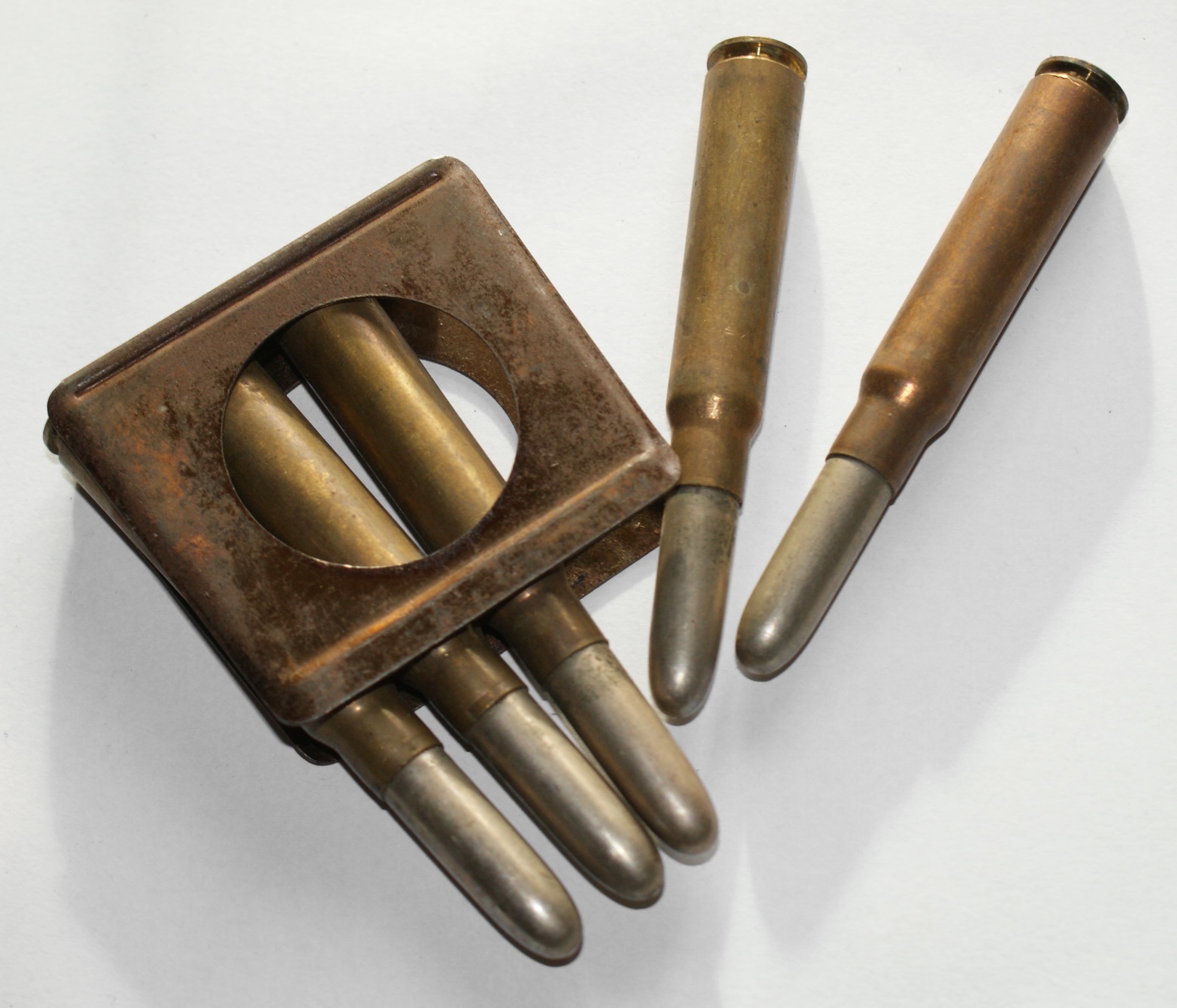
Rámeček Gew 88 s náboji 8mm
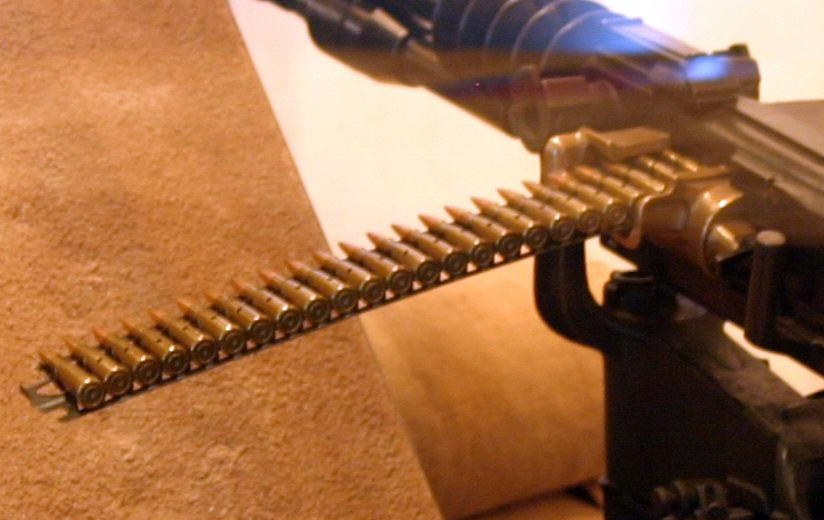
Hotchkiss Mle 1914

## Nábojové pásky
Nábojové pásky (anglicky: stripper clip) jsou zařízení, která mají usnadnit nabíjení zbraní s nábojovou schránkou. Nábojový pásek drží daný počet nábojů pohromadě v poloze, která umožní rychlé naplnění nábojové schránky.

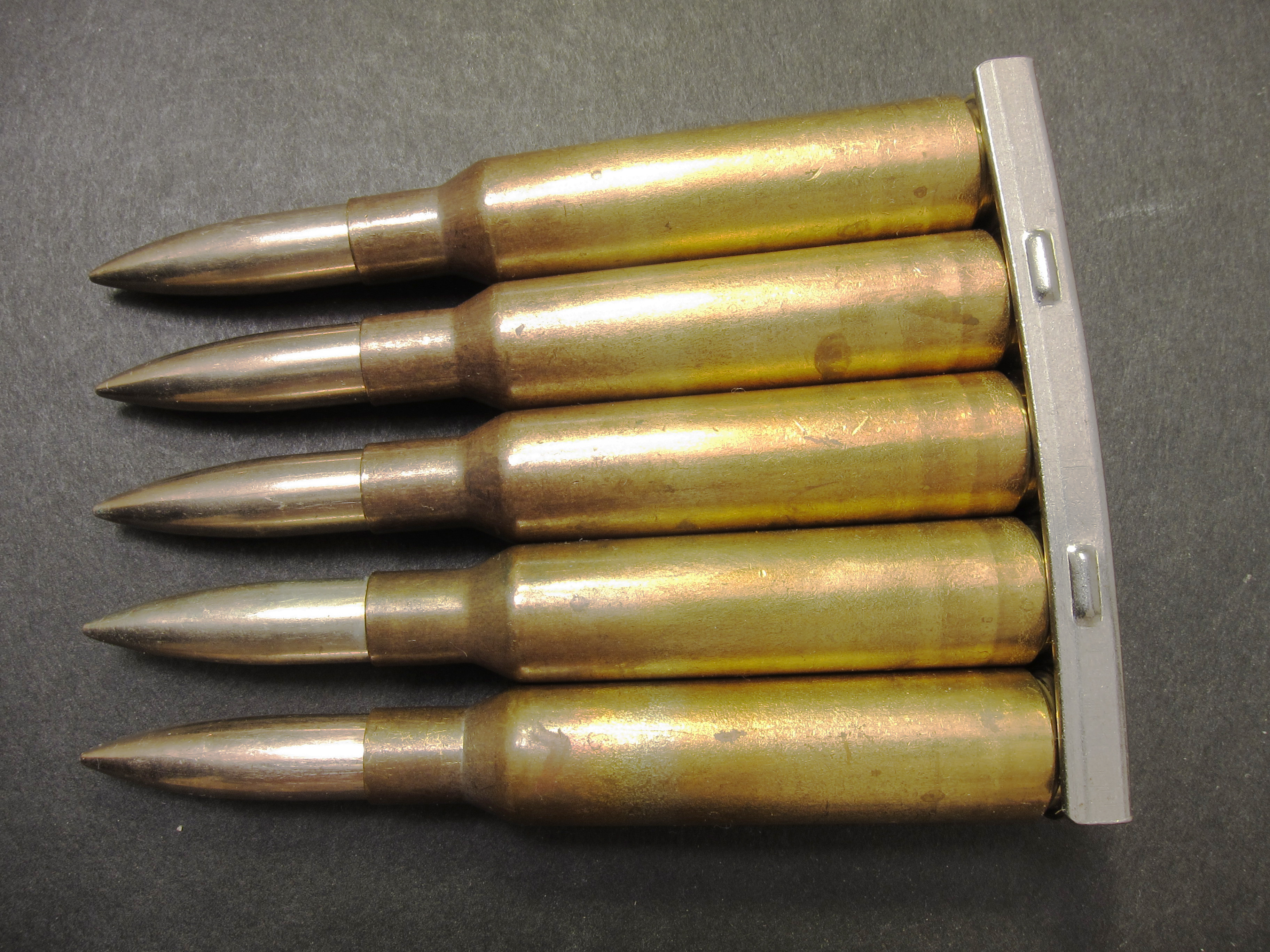
Nábojový pásek pro švédský Mauser

## Nábojový pás
Stejnému účelu jako zásobník nábojů slouží u některých zbraní, například kulometů, nábojový pás. Tento bývá v případě ručních kulometů umístěn ve schránce připevnitelné na kulomet, například ve schránce bubnovitého tvaru (RPD) či jiných schránkách obvykle umístěných na straně pouzdra závěru (kulomet M60, vz. 59) Existují i kulomety, které je možné zásobovat jak z pásu, tak ze zásobníku (kulomet vz. 52/57, FN Minimi)
Dle konstrukce mohou být nábojové pásy dvojího typu: tkané (pevné, při střelbě se zůstávají v celku) a kovové (tvořené spojenými články, které se (většinou) při střelbě rozpadají)

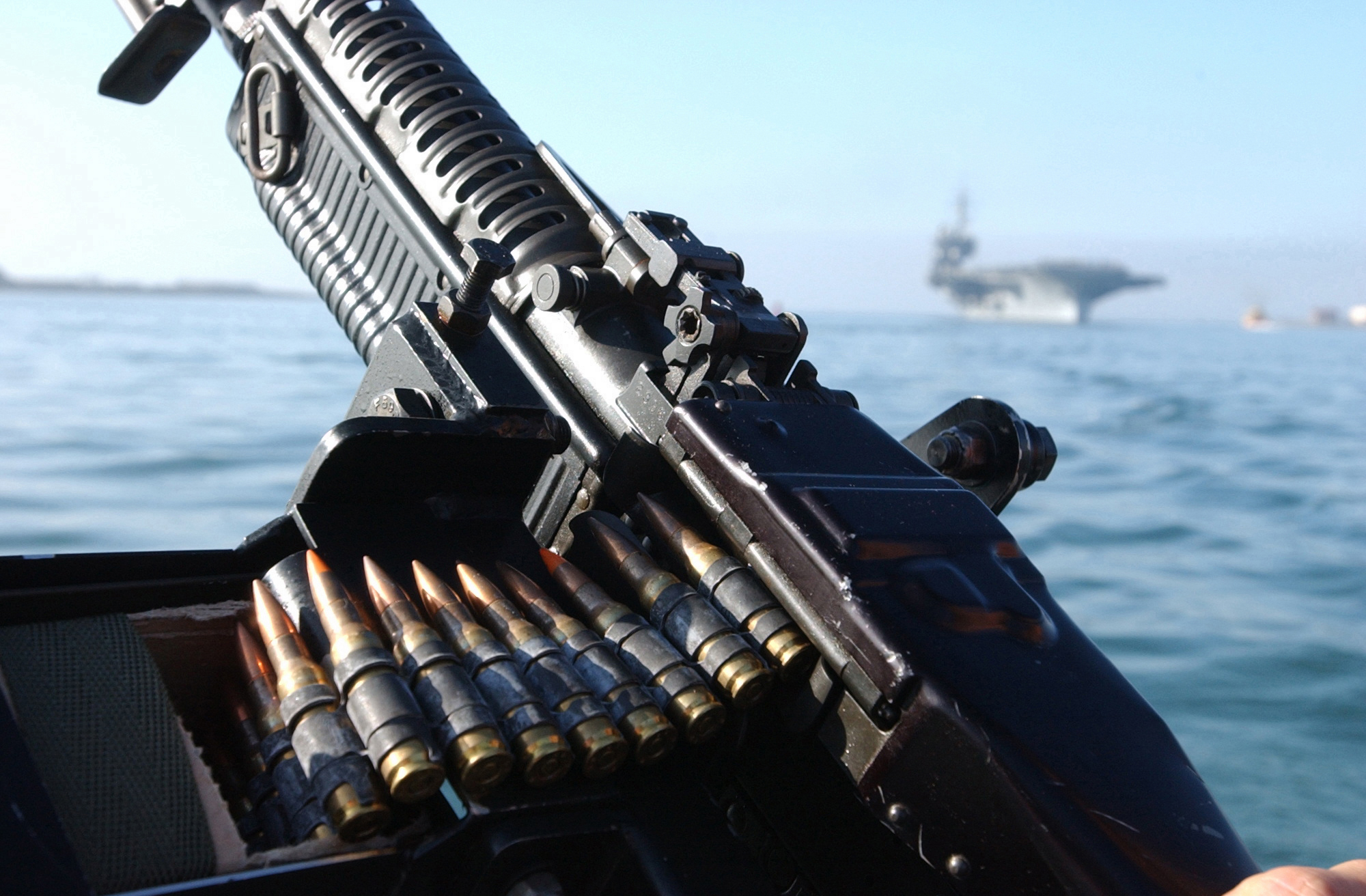
Nábojový pás prázdný a plný.
- Nábojový pás kulometu M60

## Jiné střelné zbraně
Zásobníkem nebo nábojovou schránkou mohou být vybaveny i jiné než palné zbraně. V takovém případě zásobník nebo schránka obsahují pouze střely do dané zbraně. Může jít o zbraně mechanické - samostříl, nebo zbraně používající energii stlačeného plynu jako například větrovky nebo plynové zbraně.

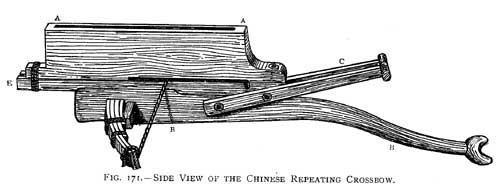
Čínská opakovací kuše
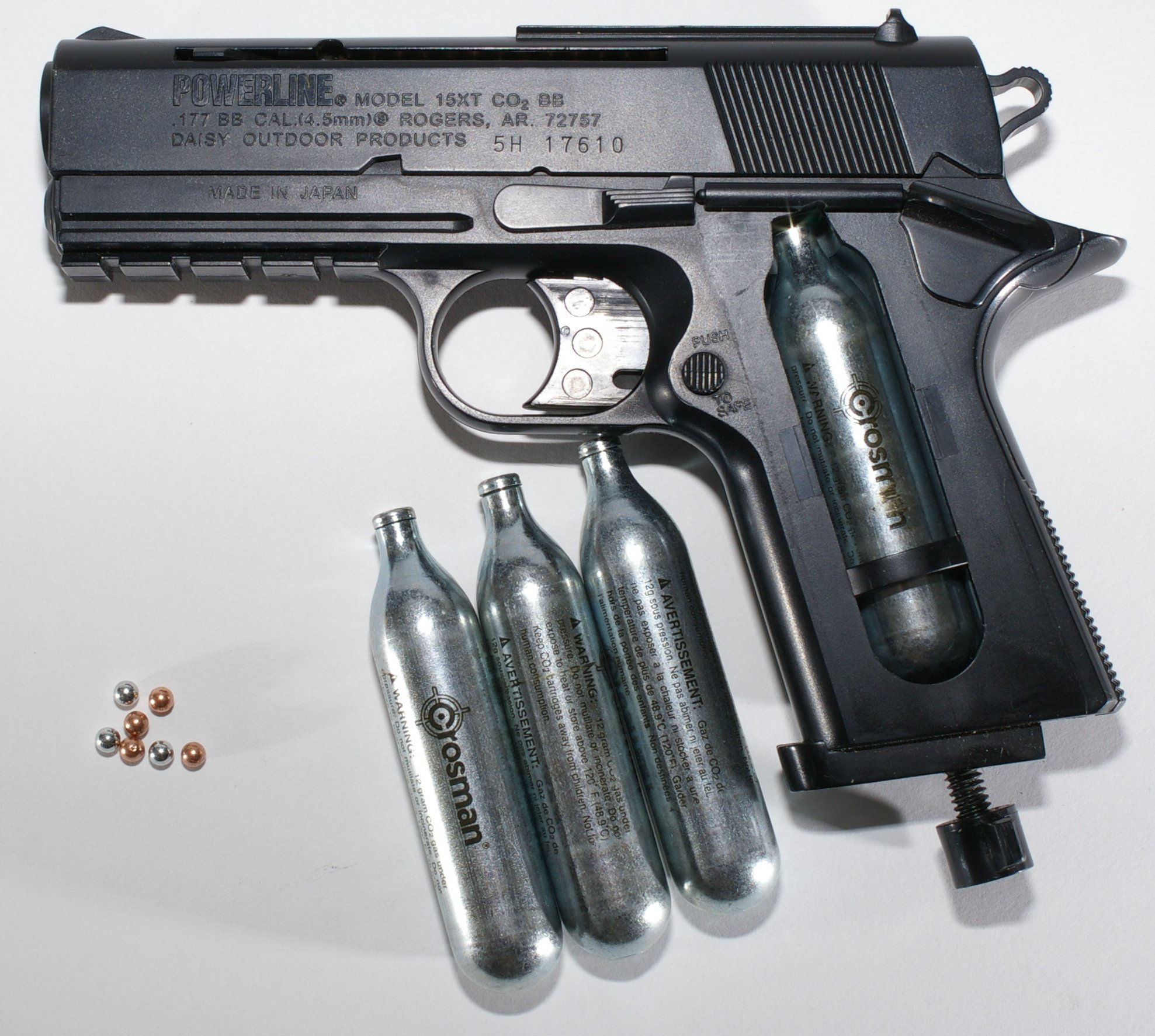
CO2-Pistole na broky
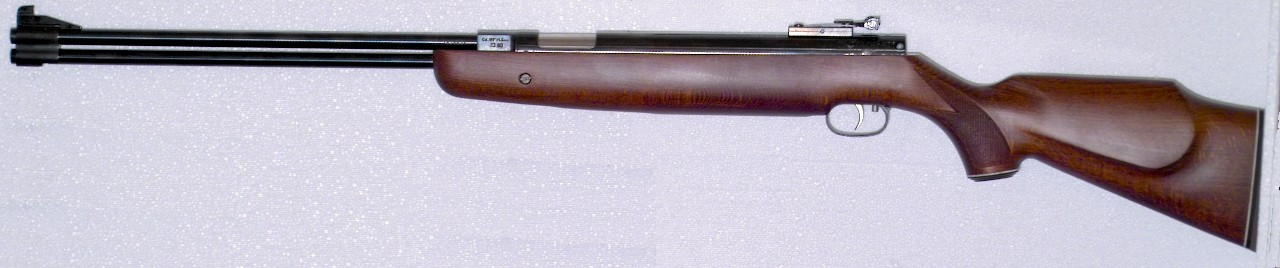
Vzduchová puška
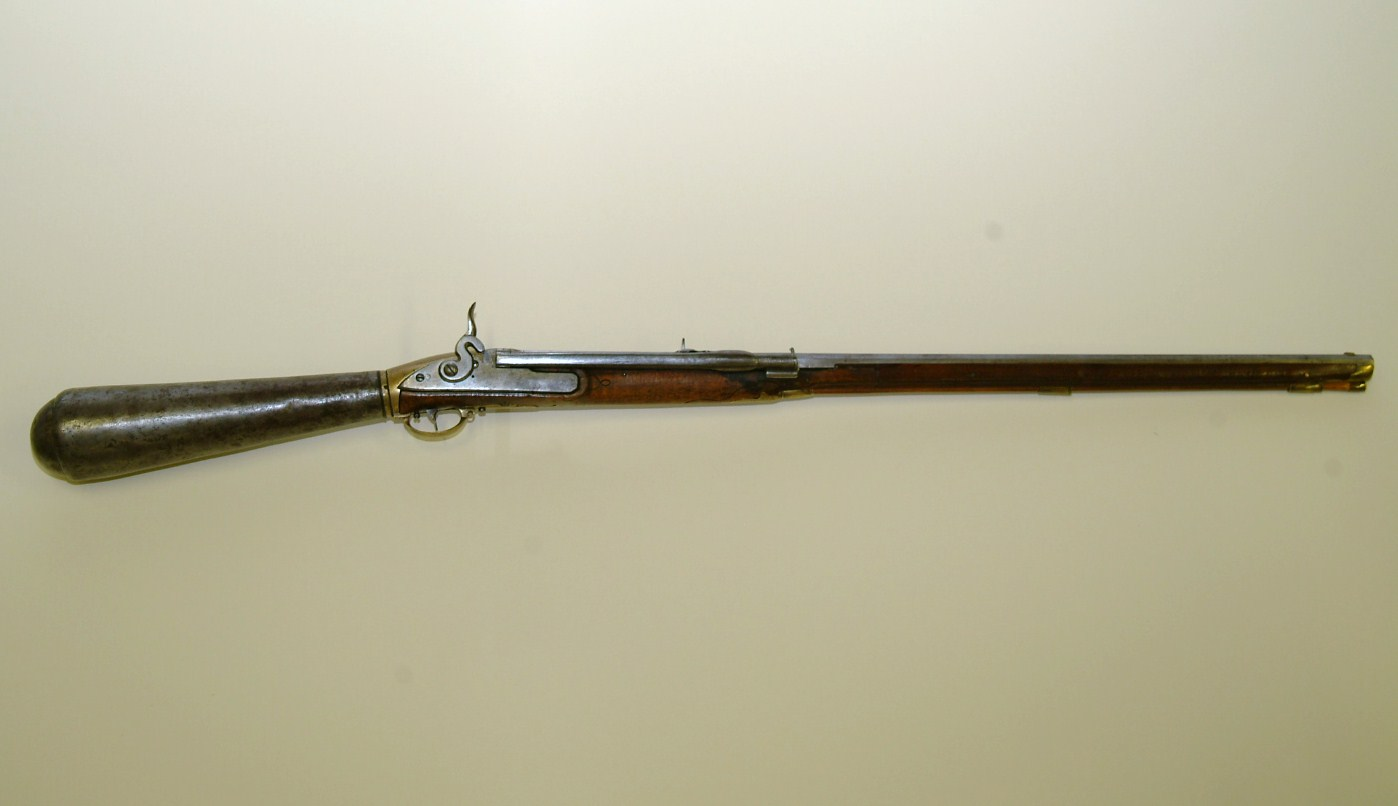
Opakovací větrovka Girandoni